# 田中学習会グループ
田中学習会（たなかがくしゅうかい）は、持株会社である株式会社ビーシー・イングスが運営する、学習塾を中心とした教育機関グループである。本部は広島市南区。

## 概要
- 創業 - 1985年4月
- 代表取締役会長 - 筒井俊英
- 代表取締役社長 - 森藤啓
- 塾長 - 田中弘樹
- 本部所在地 - 広島市南区松原町10-23 田中広島駅前ビル（ビーシー・イングス本社と同じ）。管理本部オフィスも同地に存在する。
- 資本金 - 9,000万円

## 事業

### 学習塾・予備校
広島県、岡山県、香川県に小学生・中学生・高校生を対象とした学習塾の田中学習会を展開している。また、グループ会社として、小学校受験を主軸とした幼児・小学生対象の塾の東京学習社、個別指導塾のプレミアム個別EVOLを広島県内で運営している。
フランチャイズオーナーとして、高校生を対象とした東進衛星予備校の運営も行っている。

### 保育園
広島県、愛媛県にチアキッズ保育園を開設し運営している。

## 沿革
- 1985年 - 田中弘樹が、当時の自宅（広島市安佐北区倉掛）のリビングにて田中学習会を創業[3]。
- 1990年 - 有限会社ビーシー･イングスを設立。安佐北区倉掛に本社を置く[2]。
- 1995年 - 株式会社ビーシー･イングスを設立。安佐北区倉掛に本社を置く[2]。
- 2003年 - 東進衛星予備校の展開を開始[2]。
- 2012年 - 岡山県に進出[2]。
- 2016年 - 運営元のビーシー・イングスが、香港に本社を置く投資ファンドのサンライズ・キャピタルと資本提携を開始[4]。代表取締役社長として川隅学が就任。
- 2017年 - サンライズ・キャピタルが、ビーシー・イングスの過半数の株式を取得。同時に、その株式の一部をひろしまイノベーション推進投資事業有限責任組合に譲渡[5]。また、大阪府と香川県に進出[2]。
- 2018年 - 保育事業に進出。広島県と愛媛県にチアキッズ保育園を開設。また、東進衛星予備校やチアキッズ保育園などを子会社の株式会社ビーシー・スフィーダに承継。
- 2020年 - ビーシー・イングスの代表取締役社長が川隅学から森藤啓に交代[6]。
- 2021年 - サンライズ・キャピタルを通して、大半の株式を英進館（福岡県福岡市中央区）に譲渡[7]。代表取締役会長には英進館代表取締役社長の筒井俊英が就任。
- 2023年 -大阪から全店舗撤退